# Хипполит-Рокс
Хипполит-Рокс (англ. Hippolyte Rocks; с англ. — «Скалы Ипполиты») — необитаемый остров в составе архипелага Тасман-Айленд-Груп. Расположен в 4 километрах к востоку от полуострова Тасман на юго-восточной оконечности  Тасмании (Австралия). Остров имеет условно прямоугольную форму с размерами 320 на 150 метров, его площадь 0,053 км², высшая точка 65 метров над уровнем моря, утёсы из воды поднимаются вертикально вверх, вершина плоская. Получил своё название в честь Ипполиты — царицы амазонок в древнегреческой мифологии.
Хипполит-Рокс является частью национального парка Тасман и признан Ключевой орнитологической территорией, так как на нём обитает более 1 % мировой популяции белогрудых бакланов. В меньших количествах здесь встречаются малый пингвин, тонкоклювый буревестник, серый буревестник, обыкновенный нырковый буревестник, снеговая китовая птичка, австралийская чайка. Камни подле острова используют для отдыха капские морские котики. На острове встречается сцинк вида Carinascincus metallicus.